# ONOMICHI U2
ONOMICHI U2（オノミチ ユーツー）は、広島県尾道市にある複合商業施設。
しまなみ海道サイクリングロード本州側出発点の尾道にある、日本初のサイクリスト向けに特化した複合商業施設。それに加えてしまなみの情報発信をテーマとしており、店内の家具調度品や料理・物産など備後地方地場産業の品が並ぶ。
尾道港のみなとオアシス「サイクリングポートみなとオアシス尾道」を構成する施設の一つ。昭和初期に建てられた県営の海運倉庫をリノベーションし、ホテル・レストラン・バー・物産店など店舗がその中に集約する。

## 施設

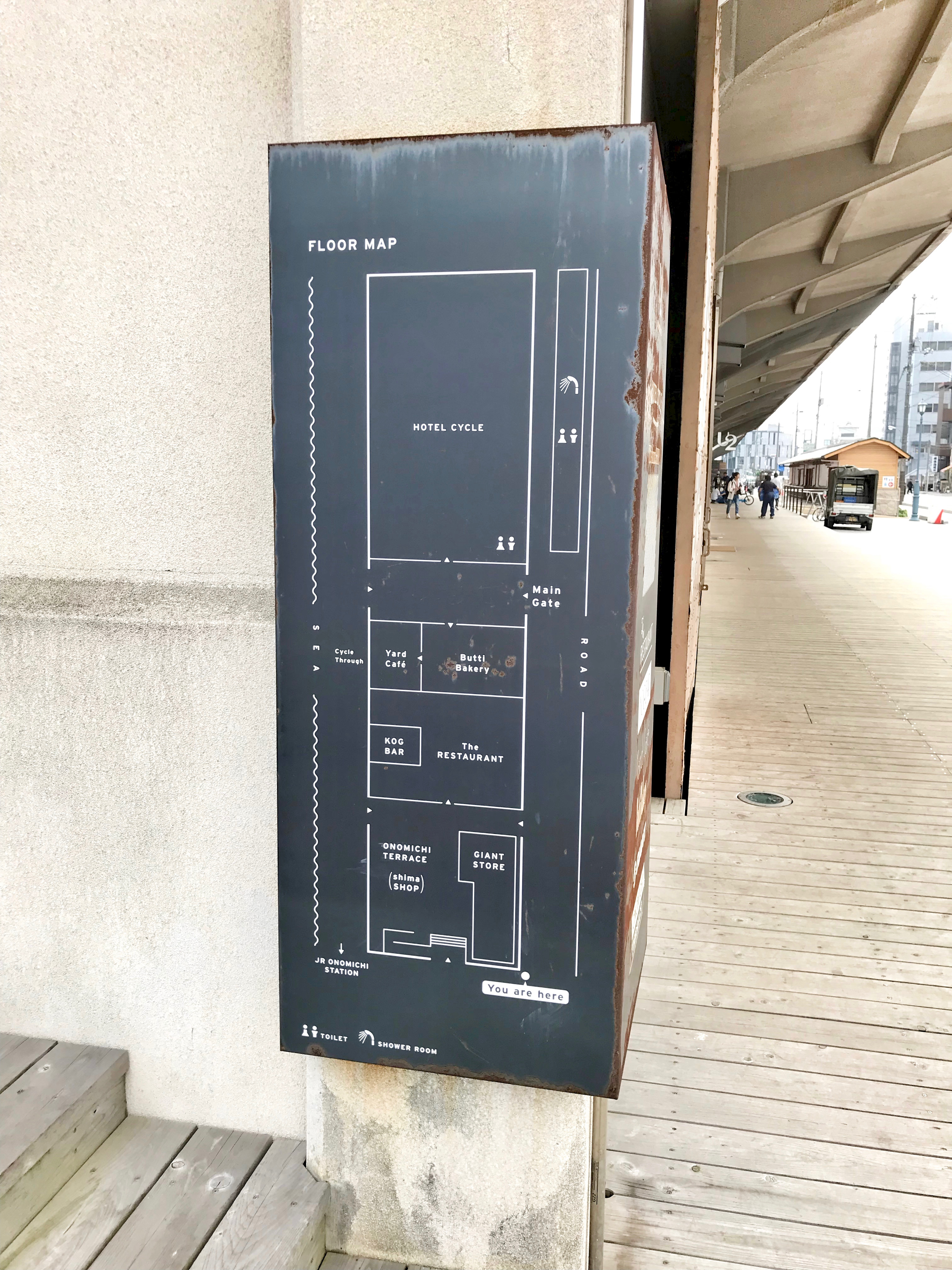
フロアガイド

HOTEL CYCLE
自転車ごとチェックインし自分が泊まる部屋にまで持ち込める日本初のホテル。建物のほぼ半分近い区画を用いている施設であり、ONOMICHI U2の中心施設。
部屋数は28ですべてツインルーム。それぞれの部屋の壁にはサイクルハンガーが設けられている。ルームウェアはデニムルックで、デニムは地場産業でもある。また各部屋にあるバスタブは大きめに設けられている。
サイクリストが交流できるようゆったりとした共有部がありメンテスタンドも置かれている。
The RESTAURANT
広島レモン・広島かきや竹原市峠下牛など地元の食材を扱う、ピザ用石窯があるイタリアンレストラン。セルフサービスのサラダバーを付属する。
朝食・昼食・カフェタイム・夕食とあり、朝は隣のButti Bakeryとのベーカリーモーニング、ランチはピザ・パスタをメインにするセットランチ、ディナーはコースとアラカルトメニュー。
HOTEL CYCLE宿泊客用の朝食の場も兼ねる。
Butti Bakery
こだわりの粉と天然酵母のパン屋。
店名のButtiとは広島弁でとてもを意味する“ぶち”からきており、すごいベーカリーを目指しているという意味。
Yard Café
ジェラートやスムージーを販売するカフェ。
南のデッキ側には自転車に乗ったまま横付けできるサイクルスルーのカウンターがある。
KOG BAR
カウンターバー。
店名のKOGとは自転車を“漕ぐ”から来ている。コグチェアというペダル・サドルが付いた椅子があり、漕ぐと電装が光る。
SHIMA SHOP
日用雑貨や文具などを取り扱う物産店。
“瀬戸内の日常の暮らしを豊かにする”をテーマに各地の商品、そしてONOMICHI U2オリジナル商品を扱っている。
GIANT STORE Onomichi
ジャイアント尾道支店。
しまなみ海道南端の今治市にも支店があり、片方の支店でレンタサイクルしてもう片方の支店で乗り捨てる事ができる。利用料金は尾道市が絡むレンタサイクルより高めだが、様々な最新モデルのスポーツバイクがレンタルできることとスタッフがメンテナンスを行っていることで差別化している。
南の尾道水道側にはテラス席が設けられている。反対に、北の道路側には別棟で公衆トイレとコインシャワー室がある。

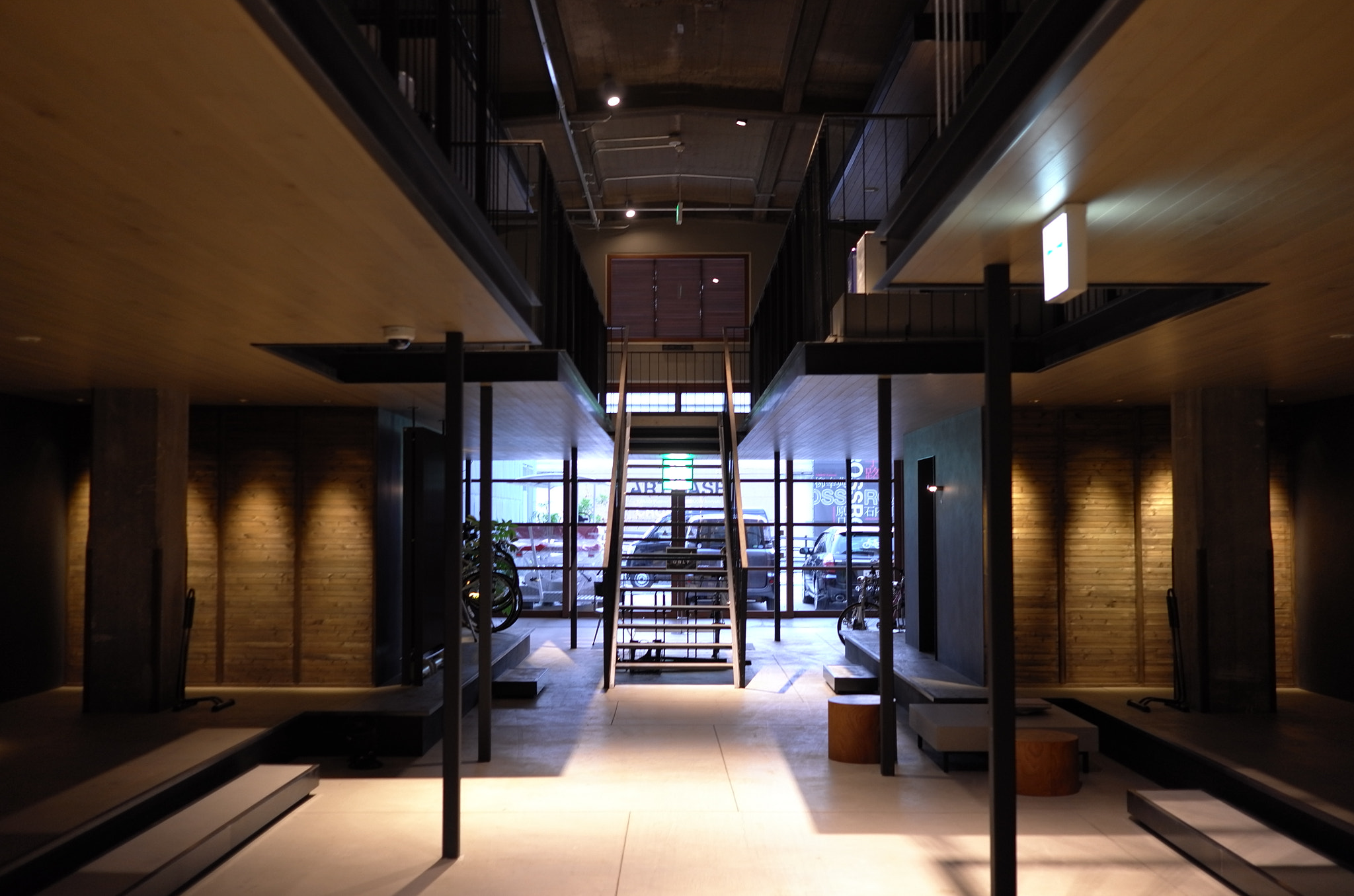
HOTEL CYCLE1階
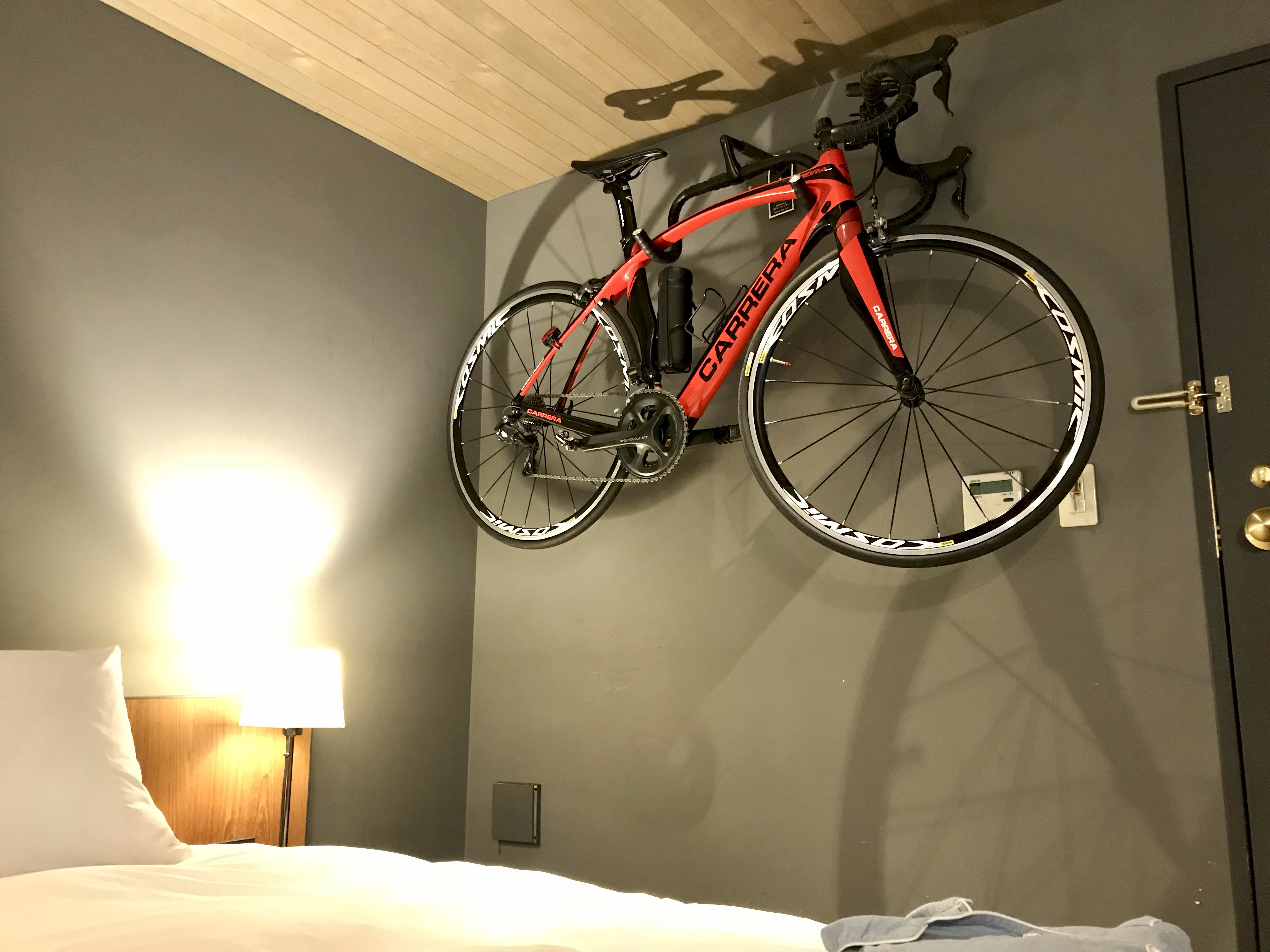
HOTEL CYCLEのサイクルハンガー
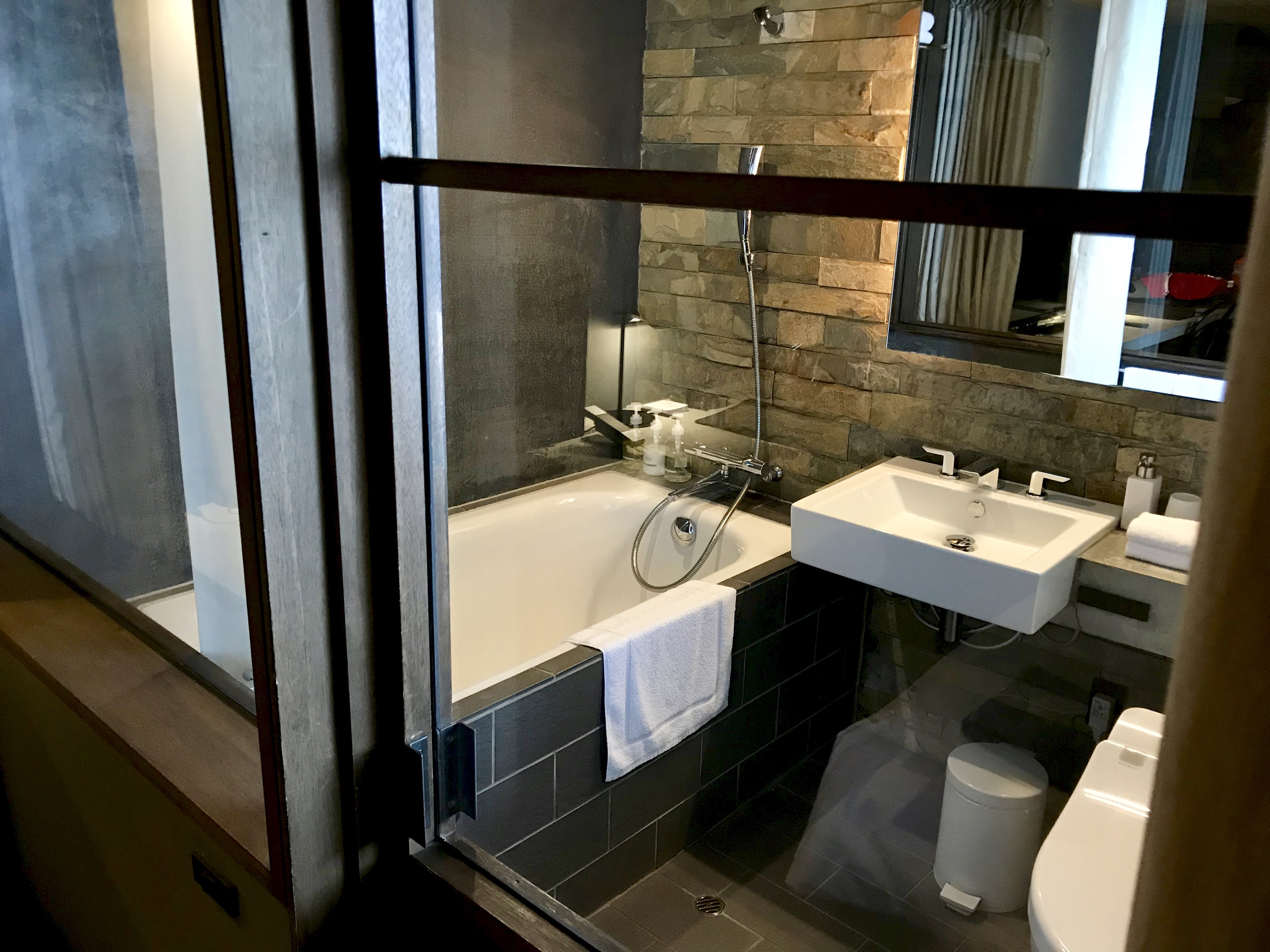
HOTEL CYCLE

## 沿革
| 地図 | Clip 1947年尾道駅周辺。尾道駅とは引込線(尾道臨港線)で繋がっていたがこの時点では敷設されていない。 |

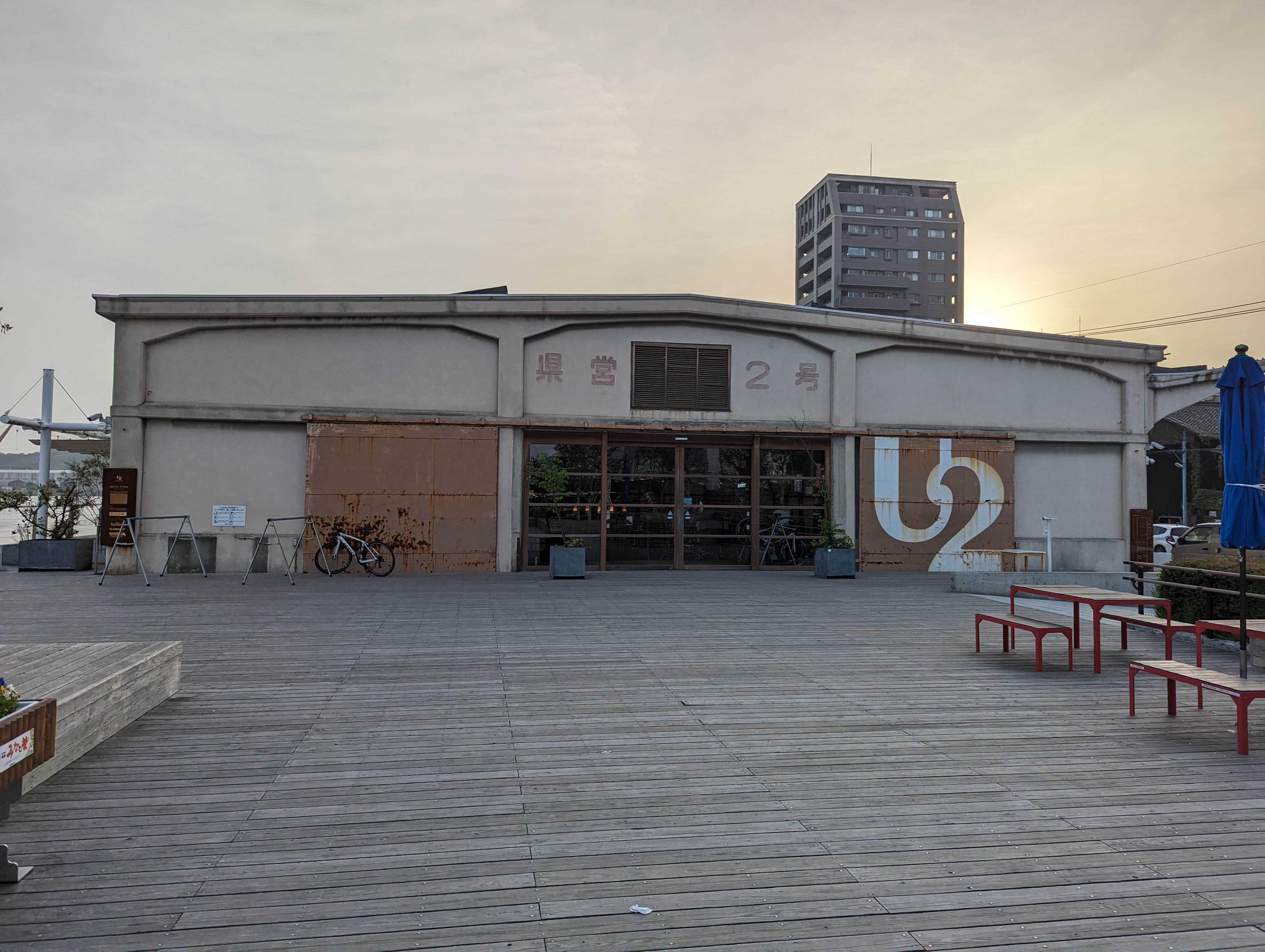
正面から

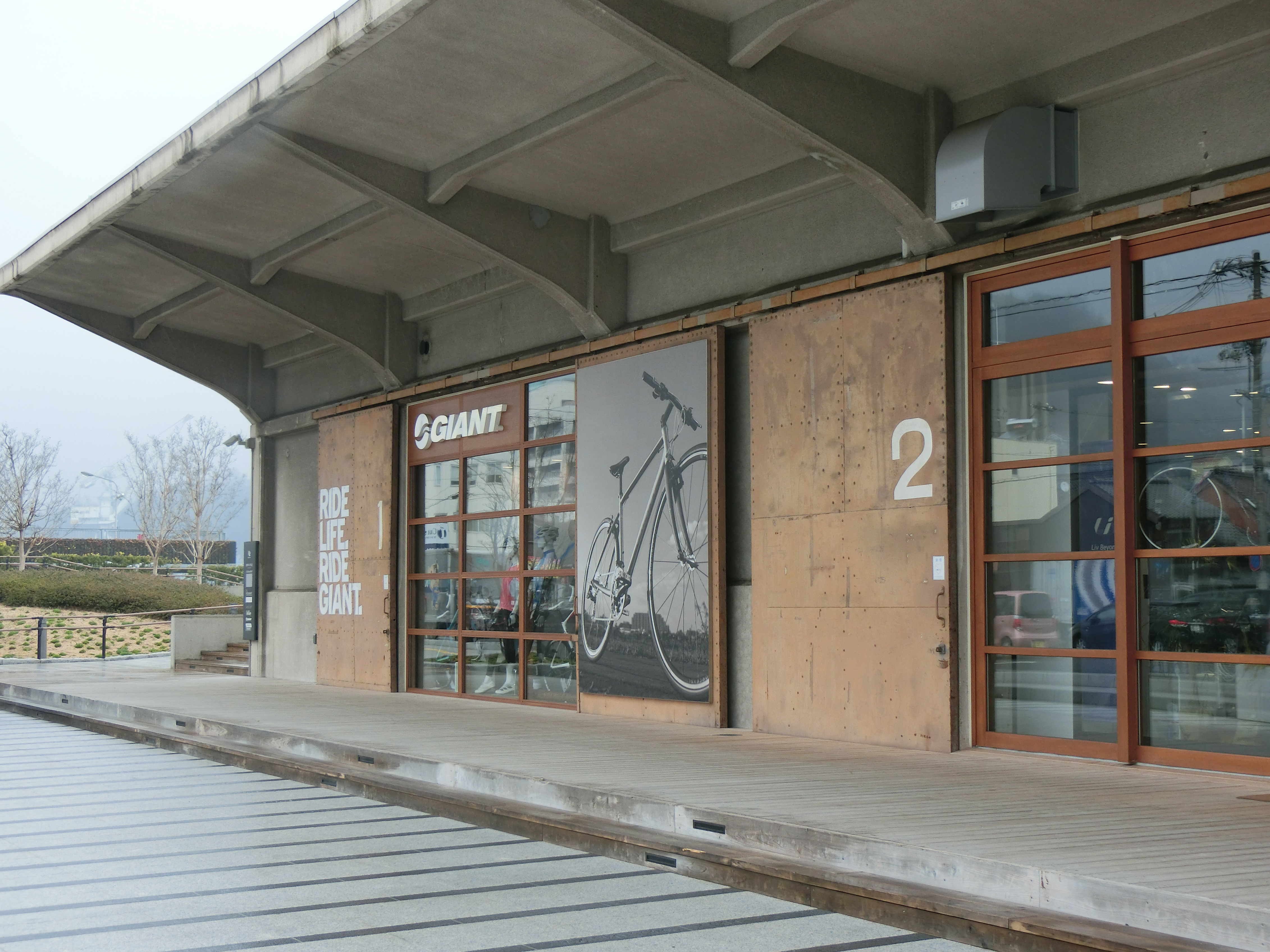
ジャイアントストアを外側から。屋根と段差が引込線があった頃の名残。

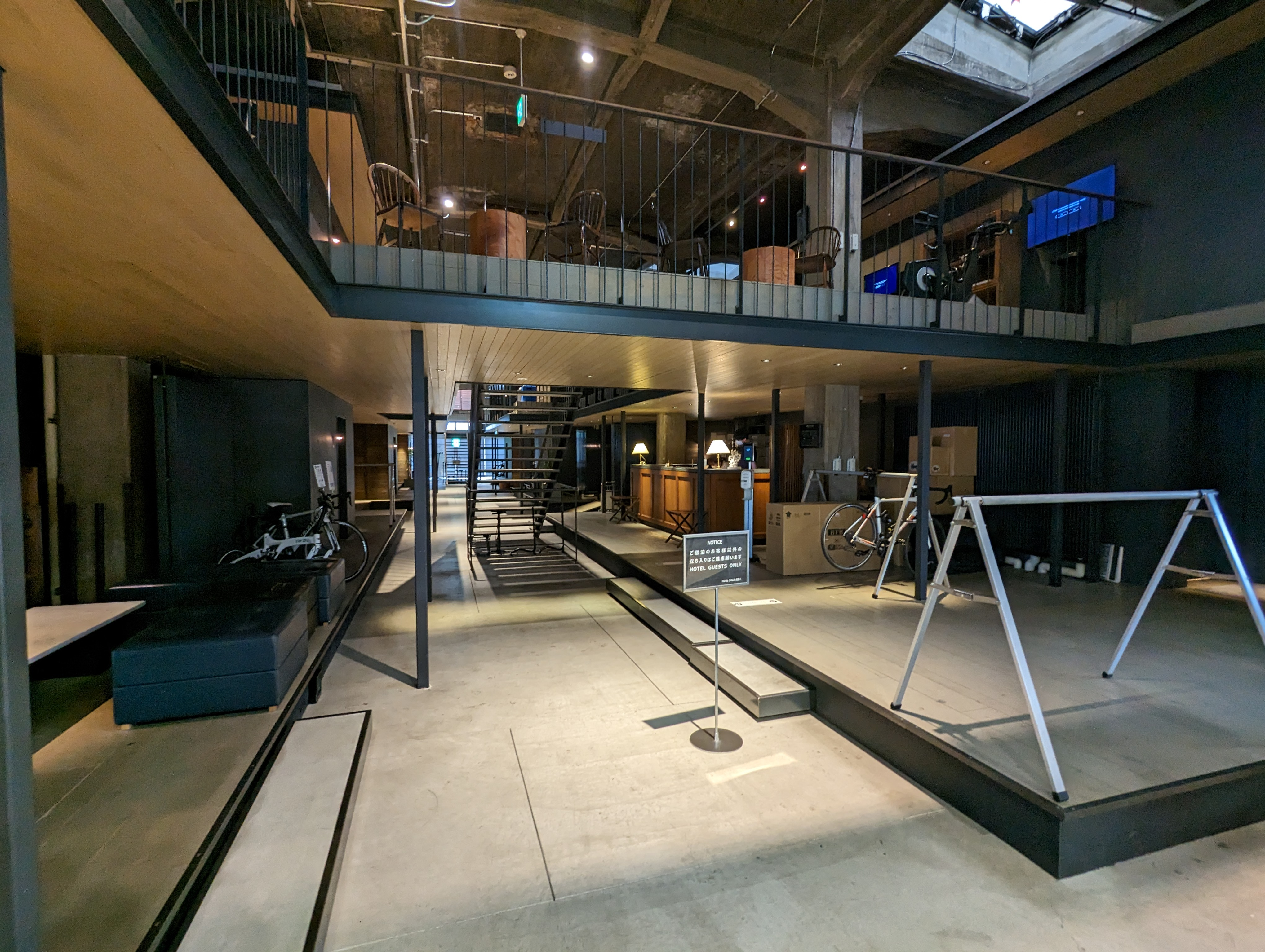
HOTEL CYCLE1階

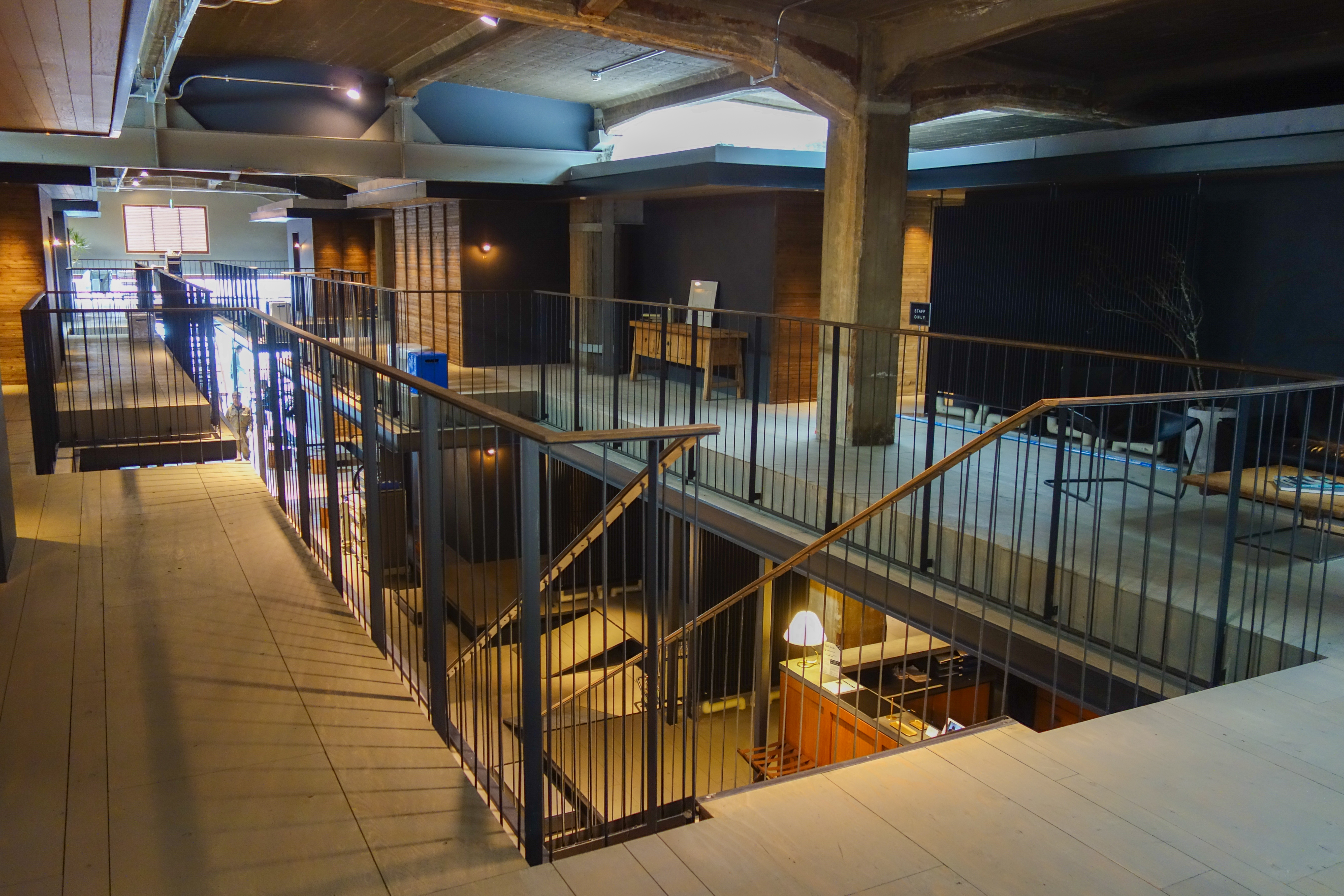
HOTEL CYCLE2階

尾道は古代より港町として商都として栄えた町である。大正時代に尾道駅が開業するとそれに合わせて尾道港も近代化し、1927年国により第2種重要港湾に指定されると1939年港湾施設が整備されていった。その一環として1943年つまり太平洋戦争中に、尾道水道に沿って駅側から1号・2号・3号と3つ連なる海運倉庫が建てられた。大戦中の物資不足から3号になるにつれ構造が簡素化していたという。戦後に駅から倉庫北側に引込線(尾道臨港線)が引かれていた。この2号のち「県営上屋2号」と呼ばれるようになった建物が、ONOMICHI U2にあたる。なお現名のU2とは上屋2号からで、ロック・バンドU2と被るためONOMICHIをつけたという。
尾道では2000年代以降、空き家となった既存の建築物を再生して長く用いる活動が活発化していた。尾道市と隣の福山市の企業経営者を中心に瀬戸内の町に事業と雇用を創出することを目的として結成されたディスカバーリンクせとうち(DLS)も、それを事業展開の一つとしていた。
尾道港周辺は新たな海の玄関口として、活気ある港湾空間の創造を目的に再開発が進められ、2000年尾道ポートターミナルが開業していた。県が所有し市が管理委託していた県営上屋2号も再開発候補にあがり、2012年5月県および市はプロポーザル方式で民間に活用案を募った。
その結果、企画・運営者ディスカバーリンクせとうち・設計事務所SUPPOSE DESIGN OFFICEの共同提案が選定された。施設整備には県の補助や地銀からの借入の他、民間都市開発推進機構のまち再生出資が活用されている。
2014年3月開業した。現状は、建物自体は県が所有し、常石グループ関連会社が借り受け管理会社となり、そのグループ会社が運営にあたっている。
従来尾道が持つ「坂の町」「神社仏閣の町」「猫の町」などのイメージは駅より北から北東にあたる山側で作られたものであったが、ONOMICHI U2の開業により駅より南西側の海側への人の流れができたという。開業から3年後にあたる2017年報道によると、宿泊客の3割強がサイクリング目的・3割がインバウンド消費・残りが国内の特に首都圏から、ランチの客は地元からが多いという。台湾メディアは「繁: 最強複合式的自行車天堂」と表現している。

## 建物

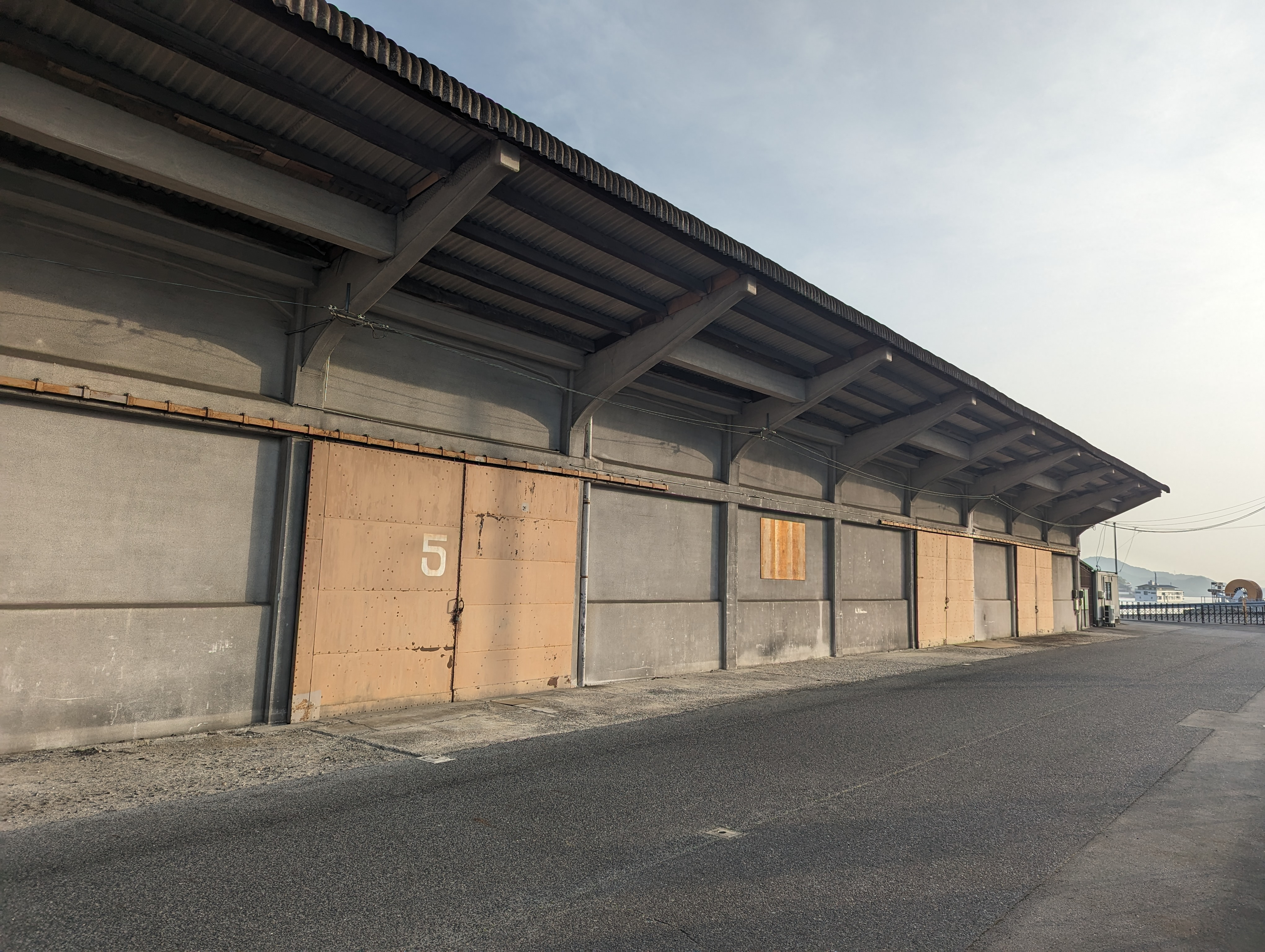
上屋「3号」を外側から。

県営1号は壊されて現在はサイクルステーションおよびU2の駐車場、2号がONOMICHI U2、3号は現存している。U2の外観は倉庫時代とほぼ変わらないままで、県営2号の文字も残っている状態である。
既存の大きな倉庫建物内の空間の中に複数の店舗を新設している「倉庫の中の小さな町」のような構成をしている。区画は設けられているものの必要以上に間仕切りで囲ったりはせず、開放的な空間を作り出している。倉庫時代の荷役のため大きな開口部がいくつもとられており、それが活かされ東西南北に開放的な出入り口や窓が設けられた。県の建物であるため原状復帰する可能性を見越して整備されている。
南北側出入り口から入ると、エントランスアートMolecular Cycleがある。監修は名和晃平、尾道の坂と瀬戸内の波に乗るサイクリストをイメージして作られた。
南側尾道水道側の旧荷降ろしのスペースは広いボードウォークが設けられ現在は憩いの場として用いられている。
このプロジェクトの主な参加者は以下のとおり。イタリアのInternational Prize for Sustainable Architecture 2015金賞を受賞している。
- コンバージョン設計 : SUPPOSE DESIGN OFFICE 谷尻誠・吉田愛
- ONOMICHI U2、HOTEL CYCLEロゴデザイン : UMA/design farm
- ONOMICHI U2内(HOTEL CYCLE以外)施設ロゴデザイン : 10inc 柿木原政広・内田真弓
- エントランスアート「Molecular Cycle」 : (名和晃平監修)

## 交通
ONOMICHI U2が公表する交通
- 徒歩
  - JR尾道駅から5分
- 車
  - JR新尾道駅から15分
  - 福山西ICから約20分
  - 尾道ICから約20分
  - 西瀬戸尾道ICから約15分